# Прикра
Прикра (слч. Príkra) насељено је мјесто са административним статусом сеоске општине (слч. obec) у округу Свидњик, у Прешовском крају, Словачка Република.

## Становништво
| Година:    | 1994. | 2004.    | 2014.    | 2024.   |
| ---------- | ----- | -------- | -------- | ------- |
| Број људи: | 11    | 9        | 8        | 11      |
| Разлика:   |       | -18,18 % | -11,11 % | +37,5 % |

| Година:    | 2023. | 2024. |
| ---------- | ----- | ----- |
| Број људи: | 11    | 11    |
| Разлика:   |       | +0 %  |

Према подацима о броју становника из 2024. године насеље је имало 11 становника.